# Sebastian Gauthier
Sebastian Michael Gauthier (* 1991 in Sonoma, Kalifornien) ist ein US-amerikanisch-schwedischer American-Football-Spieler auf der Position des Linebackers für die Frankfurt Galaxy in der European League of Football (ELF). Darüber hinaus kam er im Verlauf seiner Karriere vereinzelt auch als Wide Receiver und Returner sowie im Defensive Backfield zum Einsatz.

## Werdegang
Jugend
Gauthier wuchs zunächst in den Vereinigten Staaten auf, ehe er im Alter von sieben Jahren gemeinsam mit seiner Familie nach Schweden auswanderte. Dort begann er bei den Västerås Roedeers Juniors im U16-Team mit dem American Football. Anschließend ging er gemeinsam mit seinem Vater für ein Jahr zurück nach Sonoma in Kalifornien, wo er die Sonoma Valley High School besuchte und dort für die Dragons vorrangig als Runningback spielte. Nach seiner Rückkehr nach Schweden als Achtzehnjähriger spielte er erneut im Jugendteam der Västerås Roedeers.
Herren
Auch im Herrenbereich waren die Västerås Roedeers Gauthiers erstes Team. 2015 wurde er als Rookie des Jahres ausgezeichnet. Zur Saison 2016 wechselte er zu den Örebro Black Knights, wo er integraler Bestandteil der besten Defensive der Saison war. Schließlich schieden die Black Knights im Halbfinale um die schwedische Meisterschaft gegen die Uppsala 86ers aus. In der Saison 2017 der Superserien kam Gauthier in neun Spielen vorrangig als Safety zum Einsatz. Er war an fünfzehn Tackles beteiligt und konnte zweimal den Pass des gegnerischen Quarterbacks für eine Interception abfangen. Mit den Black Knights erreichte er das Finale (XXXII SM-Finalen), doch verloren sie mit 0:24 gegen die Carlstad Crusaders.
Anfang Januar 2018 gaben die Frankfurt Universe aus der German Football League die Verpflichtung Gauthiers zur GFL-Saison 2018 bekannt: „Es gab Interesse von einigen namhaften europäischen Clubs. Aber mich hat von Beginn an nur die Anfrage von Samsung Frankfurt Universe interessiert. Die Geschichte des Clubs, die Defense von „Coach K“ und die verrückten lila Fans waren der Hauptgrund für meine Entscheidung“, so Gauthier zu seinem Wechsel. Bei der Universe wurde er 2018 vorrangig im Defensive Backfield eingesetzt, doch konnte er auch einen Rushing sowie einen Receiving Touchdown in der Offensive erzielen. Gemeinsam mit der Universe stand Gauthier im Finale um die deutsche Meisterschaft, dem German Bowl XL. Nachdem Frankfurt lange Zeit in Führung lag, verloren sie schließlich das Spiel mit 19:21 gegen die Schwäbisch Hall Unicorns. In seiner zweiten Saison in Frankfurt war er weiterhin Stammspieler. Die Saison schloss er nach vierzehn Einsätzen mit der Niederlage im Halbfinale gegen die New Yorker Lions ab. Ursprünglich verlängerte Gauthier, der zum damaligen Zeitpunkt in Frankfurt lebte und arbeitete, seinen Vertrag mit den Universe um ein weiteres Jahr. Aufgrund der COVID-19-Pandemie musste die GFL-Saison 2020 jedoch abgesagt werden.
Im Juli 2020 wurde Gauthier von den Helsinki Wolverines aus der höchsten finnischen Liga, der Vaahteraliiga, unter Vertrag genommen. In der verkürzten Saison kam er dort mit Ausnahme des ersten Spieltags in allen Spielen zum Einsatz und fungierte dabei als Linebacker und Wide Receiver. Im Halbfinale wurde er zum Spiel-MVP ernannt. Im Finale um die finnische Meisterschaft (Vaahteramalja XLI) unterlag Gauthier mit den Wolverines den Kuopio Steelers mit 0:21.
Zur historisch ersten Saison der European League of Football 2021 wurde Gauthier von der Frankfurt Galaxy verpflichtet. Da Gauthier bereits seit mehreren Jahren in Frankfurt wohnhaft war und dort einem Vollzeitjob nachging, galt er nicht als europäischer „Import“-Spieler. Bei der Galaxy wurde er vorrangig als Strongside Linebacker (SLB) eingesetzt. In der regulären Saison erzielte Gauthier 66 Tackles, vier Sacks und drei Interceptions. Er erreichte mit der Galaxy das erste ELF Championship Game in Düsseldorf, das die Frankfurter mit 32:30 gegen die Hamburg Sea Devils gewannen: „Es war eine super Erfahrung, in diesem großen Stadion in Düsseldorf vor über 20.000 Fans zu spielen. Über 500.000 Zuschauer haben im Stream oder bei Pro Sieben Maxx zugeschaut. Das ist sehr cool und war definitiv die größte Bühne, auf der ich je gespielt habe. [...] Wir sind die Champions“, so Gauthier. Bereits nach Abschluss der regulären Saison wurde er in das ELF All Star Team berufen sowie teamintern als Galaxy Defense MVP ausgezeichnet. Vom Sportmagazin American Football International wurde Gauthier zudem zum Jahresende in das AFI’s All-Europe Team 2021 ernannt. Ende Januar 2022 gab Frankfurt Galaxy die Verlängerung mit Gauthier um eine weitere Saison bekannt. In der dritten Spielwoche der ELF-Saison 2022 zog sich Gauthier eine schwere Knieverletzung (Kreuzband- und Innenbandriss sowie Außen- und Innenmeniskusriss),  zu und fiel dadurch für die restliche Saison aus. Zuvor hatte er bereits 15 Tackles und zwei Sacks erzielt.
Nationalmannschaft
Gauthier durchlief alle schwedischen Juniorennationalteams und kam dabei sowohl in der Defensive als auch in der Offensive und in den Special Teams zum Einsatz. Im Jahr 2009 nahm er an der IFAF Junioren-Weltmeisterschaft in Canton teil. Zwar wurde er beim Spiel um Platz fünf gegen Deutschland zum Team MVP ernannt, doch verloren die Schweden das Spiel und wurden schließlich Sechste. Gauthier absolvierte zudem einige Länderspiele bei den Herren. Als bisheriger Höhepunkt gilt seine Teilnahme an der American-Football-Europameisterschaft 2014, die Schweden als Fünfter abschloss. Ende Oktober 2021 verlor Gauthier mit der schwedischen Nationalmannschaft das Finale um die American-Football-Europameisterschaft gegen Italien.

## Statistiken
| Jahr | Veranstaltung | Größe  | Gewicht | 40 Yard Dash (≙ 36,6 m) | Bankdrücken (84 kg) | Standhochsprung | Standweitsprung | 3 Cone Drill |
| ---- | ------------- | ------ | ------- | ----------------------- | ------------------- | --------------- | --------------- | ------------ |
| 2020 | CFL Combine   | 180 cm | 99 kg   | 5,15 s                  | 4 Wiederholungen    | 76,2 cm         | 2,64 m          | 7,47 s       |

| Jahr                                                      | Team                 | Spiele | Tackles | Tackles | Tackles | Tackles | Tackles | Interceptions | Interceptions | Interceptions | Interceptions | Interceptions | Fumbles | Fumbles | Receiving | Receiving | Receiving | Receiving | Receiving |
| Jahr                                                      | Team                 | Spiele | Total   | Solo    | Ast     | Sack    | TFL     | PD            | BrUp          | INT           | Yds           | TD            | FF      | FR      | Rec       | Yds       | Avg       | TD        | Lng       |
| --------------------------------------------------------- | -------------------- | ------ | ------- | ------- | ------- | ------- | ------- | ------------- | ------------- | ------------- | ------------- | ------------- | ------- | ------- | --------- | --------- | --------- | --------- | --------- |
| German Football League                                    |                      |        |         |         |         |         |         |               |               |               |               |               |         |         |           |           |           |           |           |
| 2018 1                                                    | Frankfurt Universe   | 14     | 36      | 21      | 15      | —       | 3       | 07            | 5             | 2             | 42            | —             | —       | —       | 6         | 77        | 12,8      | 1         | 26        |
| 2019 1                                                    | Frankfurt Universe   | 14     | 41      | 23      | 18      | —       | 6       | 04            | 3             | 1             | 0             | —             | —       | —       | —         | —         | —         | —         | —         |
| GFL Gesamt                                                | GFL Gesamt           | 28     | 77      | 44      | 33      | —       | 9       | 11            | 8             | 3             | 42            | —             | —       | —       | 6         | 77        | 12,8      | 1         | 26        |
| Vaahteraliiga                                             |                      |        |         |         |         |         |         |               |               |               |               |               |         |         |           |           |           |           |           |
| 2020 1                                                    | Helsinki Wolverines  | 06     | 43      | 25      | 18      | —       | 4       | —             | 1             | —             | —             | —             | —       | —       | 2         | 19        | 09,5      | —         | 19        |
| Vaahteraliiga Gesamt                                      | Vaahteraliiga Gesamt | 06     | 43      | 25      | 18      | —       | 4       | —             | 1             | —             | —             | —             | —       | —       | 2         | 19        | 09,5      | —         | 19        |
| European League of Football                               |                      |        |         |         |         |         |         |               |               |               |               |               |         |         |           |           |           |           |           |
| 2021 2                                                    | Frankfurt Galaxy     | 10     | 66      | 43      | 23      | 4,0     | 14,5    | 05            | 2             | 3             | 30            | 1             | 1       | 1       | —         | —         | —         | —         | —         |
| 2022 2                                                    | Frankfurt Galaxy     | 03     | 15      | 09      | 06      | 2,0     | 02,0    | —             | —             | —             | —             | —             | —       | —       | —         | —         | —         | —         | —         |
| 2023 2                                                    | Frankfurt Galaxy     | 10     | 45      | 19      | 26      | 0,5     | 05,0    | —             | 1             | 1             | 0             | 0             | 0       | 1       | —         | —         | —         | —         | —         |
| ELF Gesamt                                                | ELF Gesamt           | 23     | 126     | 71      | 55      | 6,5     | 21,5    | 05            | 3             | 4             | 30            | 1             | 1       | 2       | —         | —         | —         | —         | —         |
| Quellen: stats.gfl.info, sajl.org, sportsmetrics.football |                      |        |         |         |         |         |         |               |               |               |               |               |         |         |           |           |           |           |           |

| Jahr                            | Team             | Spiele | Tackles | Tackles | Tackles | Tackles | Tackles | Interceptions | Interceptions | Interceptions | Interceptions | Interceptions | Fumbles | Fumbles |
| Jahr                            | Team             | Spiele | Total   | Solo    | Ast     | Sack    | TFL     | PD            | BrUp          | INT           | Yds           | TD            | FF      | FR      |
| ------------------------------- | ---------------- | ------ | ------- | ------- | ------- | ------- | ------- | ------------- | ------------- | ------------- | ------------- | ------------- | ------- | ------- |
| European League of Football     |                  |        |         |         |         |         |         |               |               |               |               |               |         |         |
| 2021                            | Frankfurt Galaxy | 2      | 19      | 6       | 13      | 2       | 2       |               | 1             | 0             | 0             | 0             | 0       | 0       |
| 2023                            | Frankfurt Galaxy |        |         |         |         |         |         |               |               |               |               |               |         |         |
| ELF Gesamt                      |                  |        |         |         |         |         |         |               |               |               |               |               |         |         |
| Quellen: sportsmetrics.football |                  |        |         |         |         |         |         |               |               |               |               |               |         |         |

## Privates
Gauthiers Brüder waren ebenso im American Football aktiv. Gauthier war zwischenzeitlich als DJ aktiv.